# Thomas Tunstall
Pour les articles homonymes, voir Tunstall.
Thomas Tunstall (alias Helmes), né à une date inconnue dans le Lancashire et mort le 13 juillet 1616 à Norwich en Angleterre, est un prêtre catholique anglais, accusé de trahison et exécuté sous le règne de Jacques Ier. 

## Biographie
On ne sait pratiquement rien sur la vie et les origines de Thomas Tunstall. On ignore par exemple s'il est issu d'une famille passée à l'Anglicanisme ou restée fidèle à l'Église catholique. Désirant devenir prêtre catholique il se rend sur le continent en 1607 et est inscrit au collège anglais de Douai. Après un parcours classique il est ordonné prêtre en 1610. Destiné aux missions anglaises il retourne clandestinement dans son pays mais est vite repéré et capturé. Il passe alors 5 ans en prison, 5 années pendant lesquelles on cherche à le convaincre d'abjurer. Il tient bon. Il réussit à s'échapper de la prison de Wisbech et cherche refuge chez des soutiens près de Norwich. Blessé lors de son évasion il cherche à se faire soigner et est finalement repris. Enfermé dans la prison de Norwich il subit un traitement plus sévère. Il est finalement jugé et condamné pour haute trahison. Il subit la peine réservée aux traîtres à savoir pendaison, éviscération et écartèlement.

## Vénération
Reconnu comme un martyr catholique, Thomas Tunstall est béatifié en 1929 par le pape Pie XI avec cent six autres catholiques martyrisés comme lui. Figurant aussi dans la liste des martyrs de Douai il est vénéré par l'Église catholique le 4 mai avec le groupe des cent sept martyrs d'Angleterre et du pays de Galles et individuellement le 13 juillet.